# Швиц (кантон)
Швиц е един от кантоните на Швейцария. Населението му е 146 730 жители (декември 2010 г.), а има площ от 907,92 кв. км. Административен център е град Швиц. Официалният език е немският. По данни от 2008 г. 15,6% от жителите на кантона са хора с чуждо гражданство.